# Kalifornský králík
Kalifornský králík, někdy zvaný také kalifornský bílý králík (anglicky: Californian rabbit), je velmi populární americké masné plemeno králíka. V Česku se jedná o jedno z nejčastěji chovaných masných plemen, ve světě se dokonce jedná o druhé nejchovanější plemeno (na první příčce se drží novozélandský bílý).

## Historie

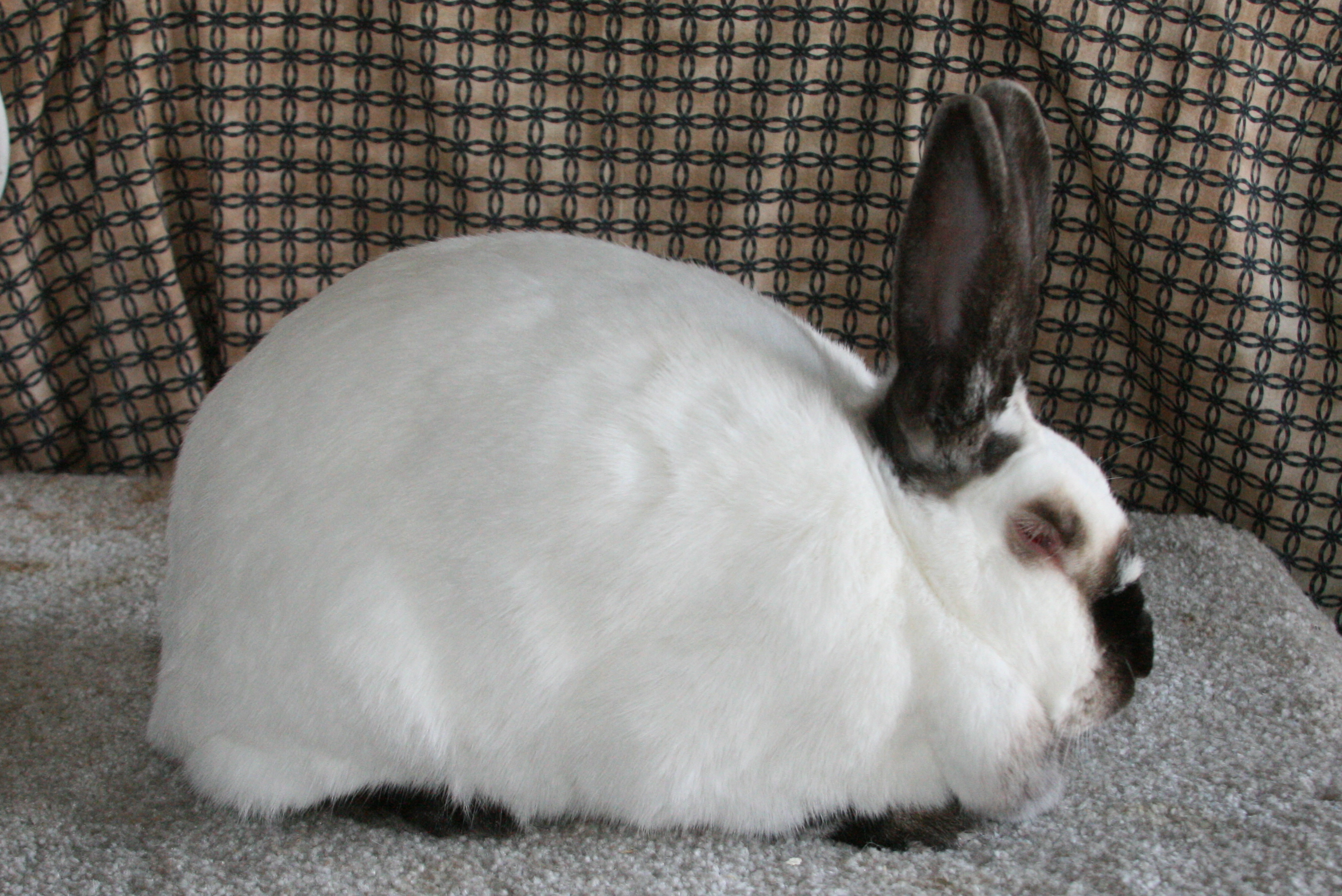
Dospělý samec

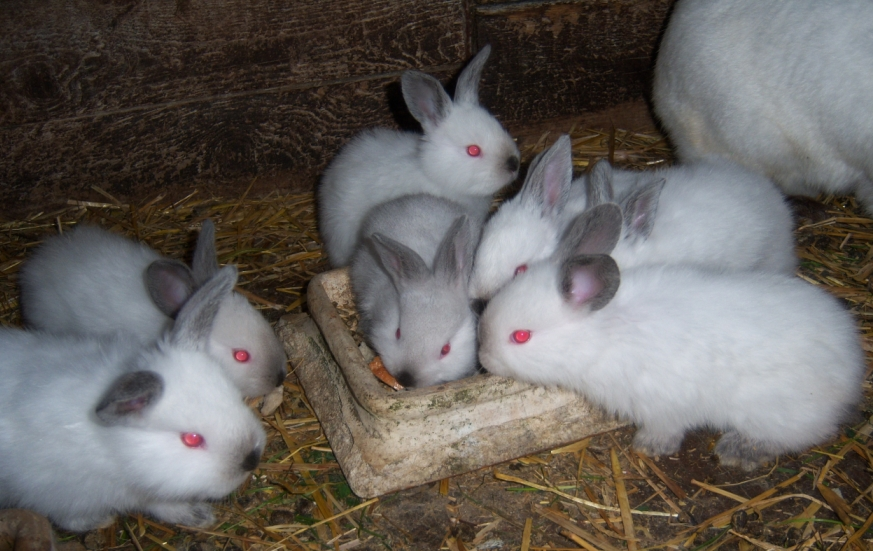
Mláďata

Historie kalifornských králíků není příliš dlouhá; jejich šlechtění začalo pravděpodobně na začátku 20. let 20. století a stál za ním chovatel králíků George West. George West žil v jižní Kalifornii, podle které bylo také plemeno následně pojmenováno, a jeho cílem bylo získat králíka se šťavnatým masem a kvalitními kožešinami. K jeho vyšlechtění West využil činčily, ruského králíka, novozélandského bílého a himálajského králíka.
 Roku 1928 bylo plemeno poprvé vystaveno, avšak příliš se mezi chovateli neuchytilo. 1946 byl založen první chovatelský klub a do Evropy, konkrétně do Anglie, byl první jedinec dovezen roku 1958.

## Vzhled
Tělo kalifornského králíka je poměrně zavalité, dobře osvalené, s výraznou širokou hrudí. Hlava je dobře tvarovaná, vzpřímená. Krk krátký, harmonicky napojený na až nepřiměřeně dlouhý hřbet. Uši dobře nasazené na hlavě, poměrně těžké a vedené přímo vzhůru. Oči jasné, živé, většinou růžové až červené barvy. Barva drápů bývá tmavě rohovitá až černá. Srst s hustou podsadou je dlouhá asi 3 cm, je lesklá a na dotek hladká. Barva nosu, nohou, uší, ocasu by měla být co nejtmavší. Ocas rovný a vzpřímený. Hmotnost králíků v dospělosti se pohybuje od 3,5 do 5 kg, samice jsou většinou mírně lehčí než samci.

## Chov
Kalifornský králík je především masné plemeno, ale je možné výjimky vidět i jako domácí mazlíčky. Nejsou příliš nároční na krmení, vhodné je jak zelené tak suché krmivo a ideální podestýlkou je suchá sláma. Důležitý je i celodenní přístup k čisté vodě. Oves a ječmen je vhodné podávat jen v malých dávkách, způsobuje nadýmání. Alternativou jsou i výkrmové vojtěškové granule, po kterých králík rychle nabere potřebnou hmotnost. V jednom vrhu bývá obvykle osm až dvanáct mláďat, která 5 kg mohou nabrat v období 8-12 týdnů života.
Povahově se jedná o přátelské králíky s vyváženým temperamentem.